# Holstebro–Herning Jernbane
Holstebro-Herning Jernbane är en statsägd järnväg som går mellan Herning och Holstebro i Region Midtjylland i Danmark. Den ingår i det danska statliga nätet, och den öppnades för trafik 1904.

## Trafik
Det går persontåg varje timme på denna bana. Dessa tåg går sträckan Fredericia–Vejle–Herning–Holstebro–Struer. Vartannat av dessa är intercitytåg och går ända från Köpenhamn. Vartannat är regionaltåg och utgår från Fredericia. Det går några ytterligare tåg. Körtiden är cirka 30 minuter mellan Holstebro och Herning, och cirka 90 minuter mellan Vejle och Holstebro.